# John Ruskin
John Ruskin (Londres, 8 de febrer de 1819 - Brantwood, 20 de gener de 1900) fou un escriptor, crític d'art i sociòleg anglès, un dels grans mestres de la prosa anglesa.

## Biografia
Fill d'un ric comerciant, viatjà molt per Europa durant la seva joventut, i amb el seu treball exercí una enorme influència en els gustos dels intel·lectuals victorians. Entre les seves amistats personals, hi havia la família de Robert Baden-Powell, a qui ensenyà i veié créixer.
El 1837 ingressà a Oxford, on guanyà (1839) un important premi amb el seu poema Salsette and Elephanta, i es graduà el 1842. El 1843 aparegué el primer volum de Modern Painters, by a Graduate of Oxford, en què Ruskin sostenia la superioritat dels paisatgistes moderns sobre els vells mestres. Successius volums dilataren el tema fins a convertir l'obra en un ampli tractat sobre els principis que devien constituir els fonaments de l'art, cosa que contribuí a consolidar el seu prestigi com a esteta i crític d'art. Aquestes consideracions foren aplicades a un altre domini de l'art en Seven Lamps of Architecture (1849) i Stones of Venice (1851-1853), obres que analitzen la importància religiosa, moral, econòmica i política de l'arquitectura domèstica.
L'obra de Ruskin destaca per l'excel·lència del seu estil. Rebel·lant-se contra l'entumiment estètic i els perniciosos efectes socials de la Revolució Industrial, formulà la teoria que l'art, essencialment espiritual, assolí el seu zenit amb el gòtic de final de l'Edat Mitjana, un estil d'inspiració religiosa i moral.
Com a economista i reformador social, es manifestà franc i inflexible enemic del que considerava egoista i letal en les doctrines de la denominada escola de Manchester, i és en aquesta esfera on concentrà la seva sèrie de cartes dirigides als obrers i bracers del Regne Unit, que influïren en els reformistes socials per espai de tres generacions. Obtingué la primera càtedra Slade d'Art de la Universitat d'Oxford el 1869, càrrec que exercí fins a 1879. Llegà a la Universitat una important col·lecció de gravats, dibuixos i fotografies; a més de donar una important suma de diners per a la creació d'un centre d'ensenyança del dibuix.
Ruskin il·lustrà nombroses de les seves obres amb dibuixos de la seva mà. Des de 1885 fins a la seva mort visqué retirat a Brantwood, després que el 1889 quedés incapacitat per l'augment dels períodes de bogeria que venia patint des de 1870. Entre les obres que tracten d'afers econòmics, socials i ètics, destaquen Sesame and Lilies (1865), Ethics of the Dust (1866) i Crown of Wild Olive (1866).

## Obra
L'espectre de temes abastat per Ruskin fou molt ampli. Escrigué més de 250 obres que començaren en la història i crítica de l'art, però que acabaren en matèries tan variades com la ciència, geologia, crítica literària, ornitologia, els efectes de la pol·lució sobre el medi ambient o mitologia. Després de la seva mort, les seves obres foren recollides en una extensa col·lecció, duta a terme pels seus amics Edward Cook i Alexander Wedderburn, el 1912.

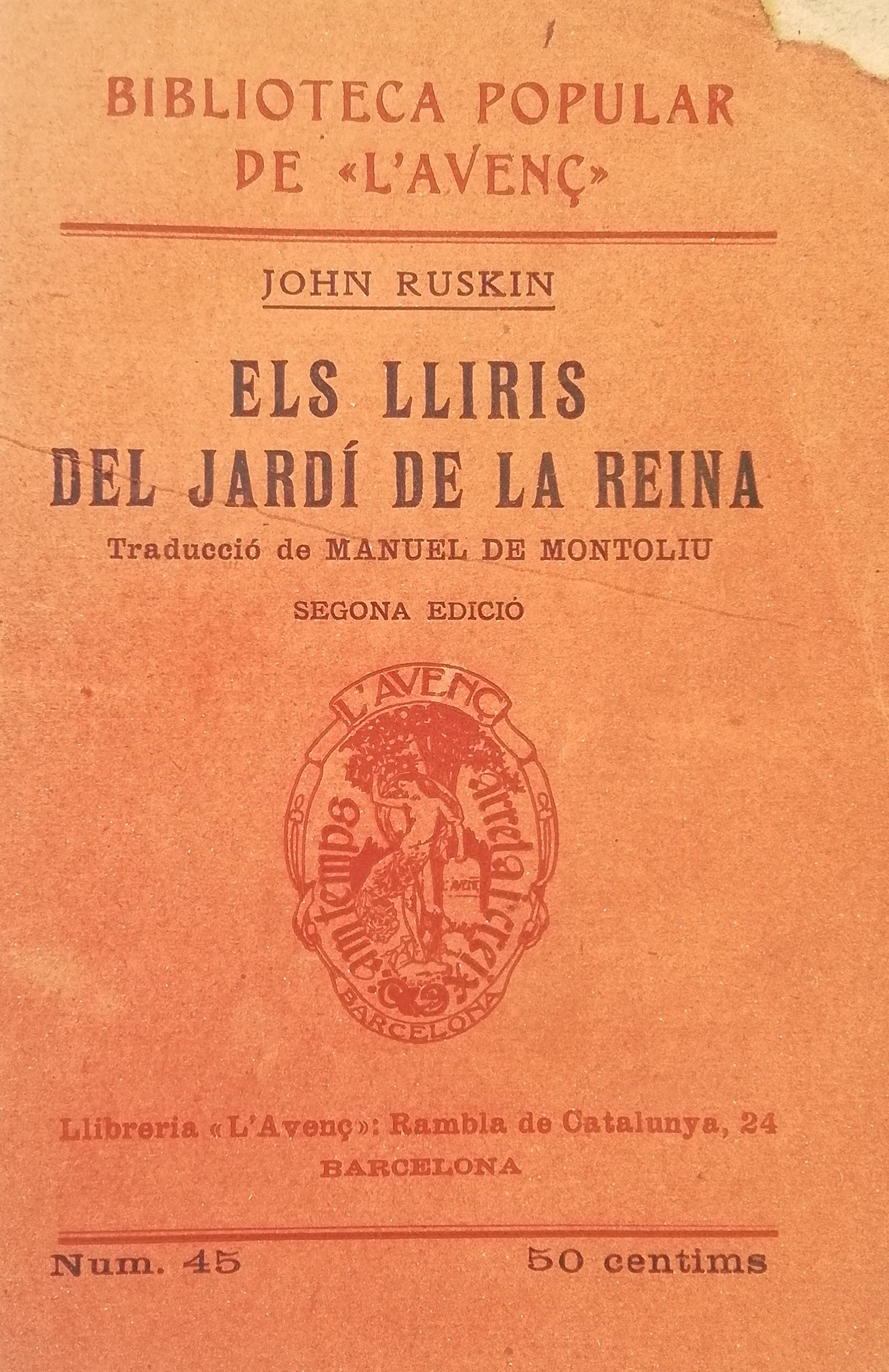
Edició publicada a Barcelona l'any 1909 traduïda per Manuel de Montoliu, dins la col·lecció Biblioteca Popular de L'Avenç. Els Lliris del Jardí de la Reina de John Ruskin

- Escrigué la seva primera obra (Pintors moderns, 1843-1860) per a defensar el paisatgisme de Turner.
- Les set llànties de l'arquitectura (1849), en què desenvolupa les seves idees estètiques.
- Les pedres de Venècia (1851-1853), obra escrita després de la seva estada a Venècia, també exponent de les seves idees estètiques, així com de la seva visió sobre l'art gòtic.
- Conferències sobre l'arquitectura i la pintura (1853).
- Tècniques de dibuix (Elements of drawings) (1857).
- Economia política de l'art (1857).
- Dos camins (1859).
- Sèsam i lliris (1865).
- La moral del pols (1866).
- La corona d'olivera silvestre (1866).
- Fors Clavigera (1871-1887). Cartes als obrers anglesos.
- La Bíblia d'Amiens (1880-1885).
- Praeterita (1885-1889). Biografia inacabada.